# Evoland
Evoland – A Short Story of Adventure Video Games Evolution ist ein Computerspiel des französischen Entwicklerstudios Shiro Games. Es handelt sich um einen Genremix aus Action-Adventure und Computer-Rollenspiel, der mit einem rudimentären Spielprinzip und einer einfachen technischen Präsentation beginnt und diese schrittweise erweitert. Dadurch vermittelt das Spiel einen groben Abriss über die Entwicklung des Action-Adventure- und des japanischen Rollenspiel-Genres, insbesondere der entsprechenden Konsolenvarianten. Das Spiel wurde am 4. April 2013 für Windows und macOS veröffentlicht.

## Handlung
Die Handlung des Spiels spielt sich auf zwei Ebenen ab, einer inneren Handlung und einer übergeordneten Erzählebene, wobei letztere größeres Gewicht besitzt. Das Spiel beginnt unvermittelt, der Spieler lenkt den vorerst namenlosen männlichen Protagonisten durch die Spielwelt und erweitert schrittweise seine Handlungsmöglichkeiten. Die Spielfigur wird nach dem Öffnen einer bestimmten Truhe durch einen Bildschirmtext aufgeklärt, dass „eine uralte böse Macht“ zurückgekehrt sei und nun die Welt von Evolandia (sic!) bedroht. Der Spielercharakter sei „eins der wenigen verbleibenden Mitglieder des Ordens der Drachenritter“, denen der Schutz der Welt obliegt. Im weiteren Spielverlauf wird es dem Spieler schließlich erlaubt, seine Figur frei zu benennen (Standardname: Clink). Ausgehend vom Dorf Papunika folgt Clink Hinweisen auf die von Monstern heimgesuchte Kristallhöhlen. Auf dem Weg dorthin trifft er auf eine von Kreaturen bedrohte Zauberin. Der Spielercharakter eilt ihr zu Hilfe und beide reisen von nun an gemeinsam, wobei die vom Spieler frei benennbare Magierin (Standardname: Kaeris) den Spielercharakter um Hilfe für ihr bedrohtes Heimatdorf Aogai City bittet. Auf der Suche nach der Bedrohung stoßen die beiden auf den Bösewicht Zephyros, der Kaeris bei dieser Konfrontation tötet. Mit Hilfe von Kaeris' Onkel Sid und dessen Flugschiff findet er Zephyros' Zuflucht am sogenannten Manabaum und stellt ihn dort zum Endkampf.
Neben der sehr oberflächlich gehaltenen Handlung gibt es eine an den Spieler gerichtete Erzählung. Diese steht im Zusammenhang mit dem Untertitel des Spiels, A Short Story of Adventure Video Games Evolution (deutsch: Eine kurze Abhandlung der Evolution der Adventure-Computerspiele), und demonstriert die technische und spielerische Evolution von Computer-Rollenspielen und Action-Adventures im Stile von The Legend of Zelda, Final Fantasy, Dragon Quest. Über die Spielwelt kann der Spieler Truhen finden und öffnen, die seine Handlungsmöglichkeiten erweitern und die Spielwelt oftmals auch optisch deutlich verändern. Diese Änderungen werden durch begleitende Bildschirmtexte zumeist ironisch kommentiert und vermitteln im Zusammenspiel mit der optischen Wiedergabe der Spielwelt einen groben historischen Abriss über die Entwicklung des Genres.

## Spielprinzip

### Veränderung der Spielwelt
Kennzeichnend für das Spiel ist die mehrfache Veränderung der Präsentation des Spielgeschehens und der Wechsel zwischen verschiedenen Spielweisen. Die Steuerung im Spiel erfolgt ausschließlich über die Tastatur und startet sehr rudimentär. Auf einer zweidimensionalen, schwarz eingerahmten, monochromen Ebene kann der Spieler seine grobpixelig dargestellte Figur zu Anfang nur nach rechts auf eine Truhe zu bewegen. Mit Öffnen der Truhe erhält er die Möglichkeit, die Figur nun auch nach links auf eine weitere Truhe zuzubewegen. Mit Öffnen dieser zweiten Truhe erweiterte sich das Spielfeld nun auch nach oben und unten, der Spieler kann mit der Erkundung der Spielwelt beginnen.
Durch das Öffnen weiterer in der Spielwelt verteilter Truhen ändern sich auch in Folge die Aktionsmöglichkeiten für den Spieler. Beispielsweise wird die Welt durch feindliche Kreaturen bevölkert, der Spieler erhält ein Schwert zur Selbstverteidigung, Speicherpunkte zum Sichern des Spiels werden verfügbar oder die Spielfigur erhält eine Lebensenergie-Anzeige, wodurch sie ab diesem Zeitpunkt vor dem anfänglichen Soforttod bei Berührung durch feindliche Kreaturen bewahrt wird. Andererseits werden durch Truhen die grafische Gestaltung und die Spielmechanik verändert. Die zu Beginn monochromen Pixeldarstellungen werden koloriert und gewinnen zunehmend an Details, simulieren irgendwann Dreidimensionalität, bis sie schließlich durch eine 3D-Grafikengine ersetzt werden. Auch die Kameraperspektiven werden daran angepasst. Die Vogelperspektive weicht zunehmend einer erhöhten Schrägperspektive, statt einer Abfolge starrer Bildschirm beginnt die Kamera der Spielfigur zu folgen, erst stufenweise, dann übergangslos. Die anfänglich schachartige, blockweise Fortbewegung (rechts, links, hoch, runter) wird durch eine freie Bewegungsweise in alle Richtungen ersetzt. Das weitergehende Spielprinzip basiert im Wesentlichen auf Geschicklichkeitseinlagen, Kämpfen und kleineren Rätselaufgaben.

### Kampfsystem, Charakterentwicklung und Ausrüstung
Das Kampfsystem variiert zwischen einem Echtzeitkampfsystem wie in Zelda und dem rundenbasierten System des Active Time Battle wie in den frühen Final-Fantasy-Spielen. Das Kampfsystem korrespondiert mit der Spielweltdarstellung. Das Spiel beginnt mit der Spielweise eines Action-Adventures und einem Echtzeitkampfsystem. Der Spieler bewegt seine Spielfigur auf einer detaillierten Lokal- oder Dungeonkarte, die von gegnerischen Kreaturen in Echtzeit durchwandert wird. Der Spieler kann diesen ausweichen oder sie attackieren.
Auf Überlandreisen zwischen zwei Lokalitäten, bei denen Clink als Avatar auf einer Überlandkarte bewegt wird, kommt das Active Time Battle zum Einsatz und das Spiel ähnelt stärker japanischen Konsolenrollenspielen. Während sich Clink auf Karte bewegt, können jederzeit zufällige Kampfbegegnung mit feindlichen Kreaturen ausgelöst werden. Da diese nicht auf der Karte angezeigt werden, kann ihnen auch nicht ausgewichen werden. Anders als im Echtzeitsystem darf der Spieler in diesem Kampfmodus auch Kaeris steuern. Jeder Charakter besitzt einen Aktivitätsbalken, der sich automatisch auflädt. Ist dieser aufgeladen, kann die Figur eine Aktion durchführen, etwa angreifen, einen Gegenstand wie einen Heiltrank benutzen oder einen Zauber aussprechen. Anschließend lädt der Aktivitätsbalken erneut auf, bis eine Seite besiegt ist. Die Balken werden dabei für jede Figur einzeln berechnet, laden also unterschiedlich schnell auf. Sind alle Gegner besiegt, erhält die Gruppe rollenspielüblich Erfahrungspunkte und Geld, wodurch die Charaktereigenschaften durch das Überschreiten gewisser Erfahrungspunkte-Stufen automatisiert verbessert (erhöhte Lebensenergie, verbesserte Angriffs- und Verteidigungswerte). Das Geld kann bei Händlern in neue Ausrüstungsgegenstände investiert werden, der Umfang der Erwerbsmöglichkeiten ist jedoch deutlich geringer als bei den thematischen Vorbildern und ähnlichen Genrevertretern.
Der Charakter erhält im Laufe des Spiels insgesamt drei Waffenarten, Schwert, Bogen und Bomben. Daneben trägt der Spieler eine Rüstung. Für Rüstung und Schwert können bei Händlern verbesserte Varianten erworben oder in Truhen gefunden werden, etwa „Clauds Schwert“ als Ersatz für das Langschwert. Eine Passage des Spiels ist stark an das Action-Rollenspiel Diablo angelehnt. Im Echtzeitmodus kämpft sich Clink durch große Gegnerhorden, die nach Tötung Gold und Beutegegenstände fallen lassen. In einem auf diesen Dungeon beschränkten Inventar sammelt der Spieler die verschiedene Ausrüstungsgegenstände, die seine Fähigkeiten verbessern, durch ihre Beschreibungstexte dieses Spielprinzip jedoch persiflieren.

### Geschicklichkeitseinlagen, Rätsel und Sammelaspekte
In den verschiedenen Dungeons muss der Spieler neben dem Kampf gegen feindliche Kreaturen auch diversen Fallen ausweichen oder einfache Schalterrätsel lösen und Schlüsselgegenstände für das Öffnen bestimmter Passagen finden. Risse in Strukturen, etwa Steinmauern, weisen auf Geheimpassagen hin, die mit Hilfe von Bomben geöffnet werden können. Ein Abschnitt des Spiels macht zudem von dem Wechsel zwischen der 2D-Retrodesign und der 3D-Darstellung Gebrauch. So werden je nach Design andere Bereiche des Spiels zugänglich, sodass der Spieler mit dem geschickten Wechsel zwischen 2D/3D die entsprechenden Schalter erreichen und aktivieren muss.
Ein Nebenaspekt des Spiels ist das Sammeln diverser über die Spielwelt verteilter Sterne und Spielkarten. Diese finden sich ebenfalls in Truhen, die mitunter verborgen und nur schwer zugänglich sind. Die Sammelkarten können in einem integrierten Minispiel namens Doppelzwilling (englisch: Double Twin) verwendet werden, das dem Minispiel Triple Triad aus Final Fantasy VIII nachempfunden ist.

## Entwicklung

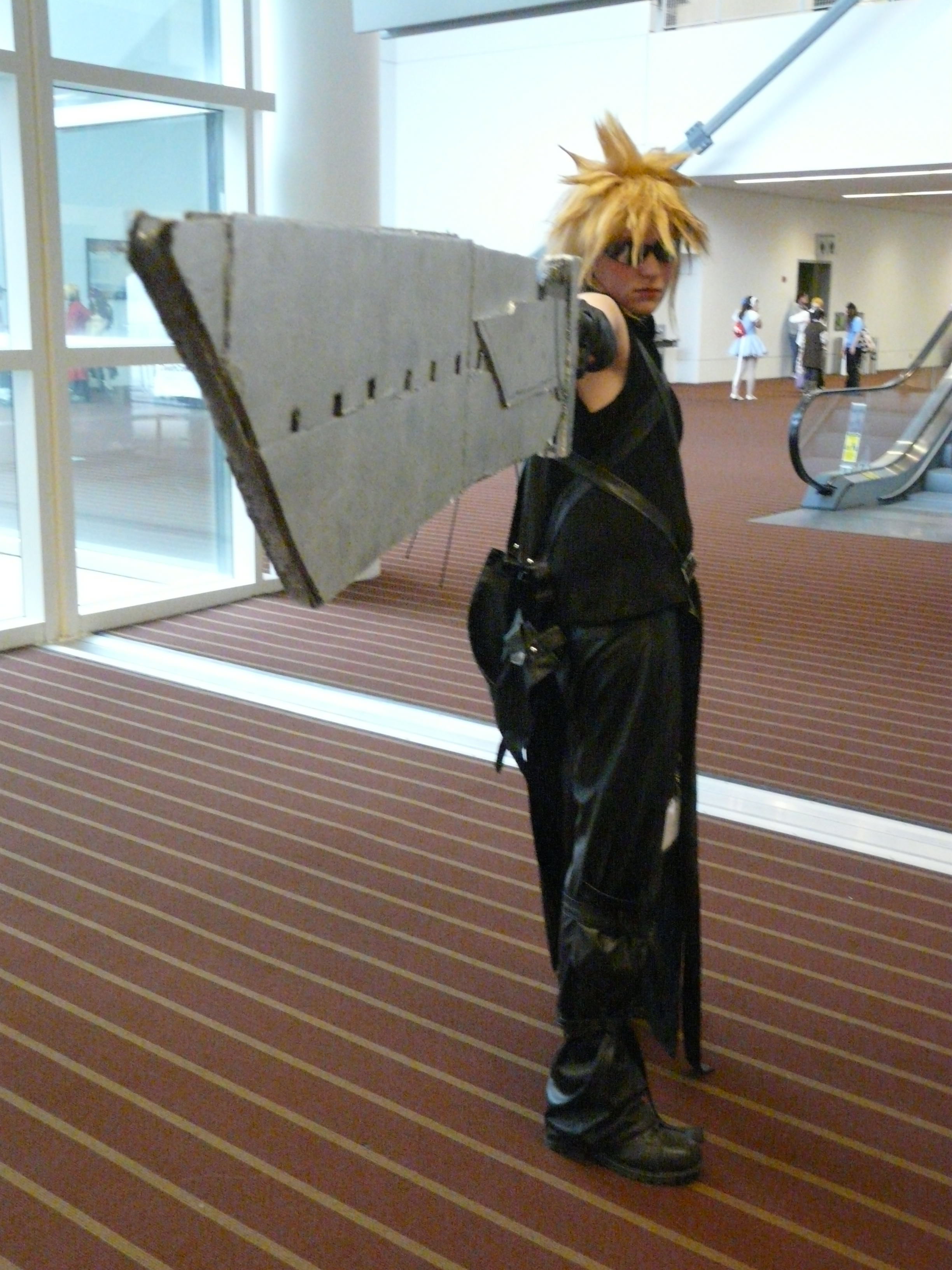
Eines der zahlreichen Computerspiel-Vorbilder: Cloud Strife aus Final Fantasy VII, mit charakteristischem Schwert (dargestellt durch einen Cosplayer).

Das Spiel ist eine Weiterentwicklung von Nicolas Cannasse Beitrag für den Entwicklerwettbewerb Ludum Dare, bei dem den Teilnehmern maximal 48 Stunden zur Verfügung stehen, um ein Spiel zu einem bestimmten Thema zu entwickeln. Mit dem ebenfalls Evoland genannten Beitrag, der das Prinzip der Verkaufsversion bereits vorwegnahm, errang Canasse den Gesamtsieg im Rahmen des 24. Ludum-Dare-Wettbewerbs vom 24. bis zum 27. August 2012, der das Thema Evolution trug. Die als Flashversion im Browser spielbare Endfassung wurde nach eigenen Angaben in wenigen Monaten 300.000 Mal gespielt. Mit dem von ihm mitbegründeten und eigentlich auf Online-Multiplayer-Spiele ausgerichteten Unternehmen Shiro Games entwickelte Canasse diesen Prototyp daher zu einem vollwertigen Produkt weiter. Im Januar 2013 wurde das Spiel für die Communityabstimmung Greenlight der Online-Distributionsplattform Steam zugelassen, Ende Februar waren genügend Stimmen zusammengekommen und der Titel erhielt von Betreiber Valve die Freigabe für den Vertrieb über die Distributionsplattform. Das Spiel wurde schließlich am 4. April 2013 veröffentlicht. Am 8. April 2013 wurde ein erstes Update veröffentlicht, das dem Spiel Unterstützung für Gamecontroller hinzufügte.
Erkennbare Vorbilder für Evoland waren die im Abspann genannten Titel The Legend of Zelda, Final Fantasy und Dragon Quest, dazu übernimmt das Spiel stellenweise Elemente des ebenfalls genannten Action-Rollenspiels Diablo. Im Spiel finden sich zahlreiche Referenzen auf diese Titel, sowohl optisch, in der Präsentation, bestimmten Eigenheiten der Spielweise als auch den Bezeichnungen und Figurennamen:
- Clink → Link, Hauptfigur in The Legend of Zelda, aber auch Cloud, Hauptfigur in Final Fantasy VII
- Kaeris → Aeris, Begleitcharakter in Final Fantasy VII
- Zephyros → Sephiroth, Hauptgegner in Final Fantasy VII
- Sid → Cid, wiederkehrender Figurenname in der Final-Fantasy-Serie, ebenso sein Flugschiff
- Clouds Schwert → Cloud Strife, Hauptfigur in Final Fantasy VII, Schwert auch im Design dem Original nachempfunden (s. Foto)
- Double Twin → Triple Triad, Minispiel in Final Fantasy VIII
- Babamut → Bahamut, ein wiederkehrendes mächtiges Überwesen der Final-Fantasy-Serie
- Choboko → Chocobo, ein wiederkehrendes Lebewesen der Final-Fantasy-Serie
- A'Tuin → Groß-A'Tuin, die Schildkröte, die Terry Pratchetts Scheibenwelt durch das Universum trägt
- Noria-Minen → Die Minen von Moria in Der Herr der Ringe

Ursprünglich beabsichtigte das Team, das Spiel auf weitere Genres wie rundenbasierte Rollenspiele und Plattformer auszudehnen, doch erwies sich der Entwicklungsaufwand als hoch.

“With Evoland, we had to start over every time we worked on a new genre. It was like developing several small games with just a bit of content in each, which is very time consuming.”

„Bei Evoland mussten wir jedes Mal, wenn wir an einem neuen Genre arbeiteten von vorne anfangen. Es war, als ob man mehrere kleine Spiele mit nur ganz wenig Content darin entwickelt, was sehr zeitraubend ist.“

### Fortsetzung
Ein Nachfolger, Evoland 2: A Slight Case of Spacetime Continuum Disorder, erschien im August 2015.

## Rezeption
| Publikation     | Wertung    |      |
| --------------- | ---------- | ---- |
| 4Players        | 74 %       |      |
| Eurogamer.de    | 4 von 10   |      |
| IGN Deutschland | 8.0 von 10 |      |
| Destructoid     | 7.5 von 10 |      |
| GameSpot        | 5 von 10   |      |
| Metawertungen   |            |      |
| Metacritic      | 64 %       | 64 % |

„Evoland ist eine spielbare Genre-Retrospektive und trotz seiner Kürze für alle Fans von Action-Rollenspielen einen Blick wert. Wenn ihr gern in Erinnerungen an vergangene Zeiten schwelgt, dann tut euch den Gefallen und probiert Evoland aus. Selbst wenn es nicht so revolutionär ist, wie die Revolutionen die es porträtiert, macht es als interaktiver Gang durchs Museum und vor allem als digitale Liebeserklärung unheimlich viel Spaß.“

„Ein historisch interessanter, aber streckenweise monotoner Kurztrip, der sicher pädagogischen Wert für Gelegenheitsspieler und jüngere Zocker hat.“

“The game never matches its inspirations in terms of design — don't expect Zelda quality puzzles, for example — but it captures their feel surprisingly well.”

„In puncto Design erreicht das Spiel seine Inspirationsquellen nie — erwartet beispielsweise nicht die Puzzlequalität eins Zelda — aber es fängt ihr Spielgefühl erstaunlich gut ein.“

“Evoland makes for a thoroughly enjoyable few hours, and I'd recommend it to any Zelda or Final Fantasy fan in a heartbeat. While a few of the referential jokes cross over into cringe territory, most of them hit the mark, and there are a few little gags that really encourage a smirk, if not a real-life, out-loud chuckle. It's incredibly difficult to fault what's on offer, but it's quite easy to lament what isn't there -- chiefly a lot more of what's on offer.”

„Evoland bietet anständige Unterhaltung für einige Stunden und ich würde es jedem Fan von Zelda oder Final Fantasy empfehlen ohne mit der Wimper zu zucken. Obwohl einige der humoristischen Anspielungen in den peinlichen Bereich abdriften, treffen die meisten davon ins Schwarze und einige dieser kleinen Gags bringen einen wirklich zum schmunzeln, wenn nicht sogar zum laut kichern. Es ist unglaublich schwierig zu bemängeln, was geboten wird, aber es ist umso einfach zu beklagen, was fehlt: kurz ausgedrückt, erheblich mehr von dem, was geboten wird.“

“Evoland is truly an unique experience. It functions as a solid and well-made action-adventure/RPG. More than that though, it serves as a history lesson and a beautifully written love letter to the genres it emulates. For fans of RPGs and action-adventure games, there is little to no reason not to give Evoland a play through. The only issue with the game is that is lives up to its short-story namesake and is over too soon, but it is satisfying up until its last moment.”

„Evoland ist eine wahrlich einzigartige Erfahrung. Es kommt als solides und gut gemachtes Action-Adventure/Rollenspiel daher. Doch mehr noch dient es als Geschichtsunterricht und als ein wunderschön geschriebener Liebesbrief an die Genres, die es emuliert. Für Fans von Rollenspielen und Action-Adventures, gibt es wenig bis gar keinen Grund Evoland keine Chance zu geben. Das einzige Problem mit dem Spiel ist, dass es seinen "short story"-Untertitel zu wörtlich nimmt und viel zu früh vorbei ist, aber es ist befriedigend bis zum letzten Moment.“

Auszeichnungen:
- Ludum Dare #24: 1. Platz[3]